# Українці Пекіна
Українці Пекіна — особи української національності або з українським громадянством, що проживають тимчасово чи постійно в столиці КНР — Пекіні. Для гуртування громади та збереження культурної спадщини сформовано ініціативні групи, яка взаємодіє з Посольством України у Китаї.

## Історія
Певний час українці окремими групами або особисто бували в Пекіні. Українці входили до складу російського посольства, релігійних і торгових місій тощо. Наприклад, згідно з Нерчинським договором 1689 року, Росія одержала право на відкриття в Пекіні постійної духовної православної місії. Певний час імператорським послом у Пекіні був дипломат Іван Коростовець, родом із Чернігівщини, який лишив кілька праць про Китай. Із 1819 по 1832 рік в Пекіні працював український лікар, випускник Петербурзької медико-хірургічної академії, Йосип Войцехівський, який особливо відзначився в боротьбі з епідеміями холери та інших недуг. Ще за життя в Пекіні китайці поставили йому пам'ятник (1829 року). Втім більшіст українців мешкало в Маньчжурії, аніж у Пекіні. 1915 році до Пекіна з Сибіру втік член українських січових стрільців Томко Кошель, що потрапив у полон під час Першої світової війни. Втім він тут не затримався, попрямувавши до Канади.
Після встановлення радянської влади на Далекому Сході у 1920-х роках, а потім комуністичної влади в Китаї українська громада на тривалий час перестала існувати. Лише з проголошенням державної незалежності України у 1991 році та встановленням українсько-китайських дипломатичних стосунків у Китаї починається відновлюватися українська спільнота в столиці КНР. Перше за все це були студенти. З кінця 1990-х років сюди перебираються в пошуках роботи викладачі, моделі, інженери та інші фахівці.
Втім достеменно кількість українців в Пекіні не досліджено, оскільки не всі беруть участь у життя української громади та встають на консульській облік. За приблизними підрахунками українців в столиці Китаю нараховується від 400 до 1500 осіб, проте на думку членів української громади, їх може бути більше. Важко також прослідкувати щодо чисельності, оскільки значна частина (окрім студентів) проживає у Пекіні від півроку до 2 років, не затримуючись в місті.

## Організації

Надзвичайний і Повноважний Посол України в КНР Олег Дьомін та скульптор Юань Сікунь разом зі співробітниками посольства України біля погруддя Тараса Шевченка, 2017 рік

Зареєстрованого товариства або асоціації усіх українців в Пекіні тривалий час не існувало. У Пекіні об'єднуючим центром для українців стало Посольство України у КНР. За декілька попередніх років на його території було організовано безліч різноманітних заходів, на які запрошувались, а також активно долучались до організації українські громадяни, що мешкають у китайській столиці. Спільні святкування Різдва й Великодня, благодійні акції і флешмоби, численні виставки і презентації були слушними нагодами для знайомства співвітчизників.
2008 року було відкрито погруддя українського поета Тараса Шевченка в Пекіні у парку «Чаоян». Цей пам'ятник Шевченку був на той момент єдиним не лише в Китаї, але й в усьому азіатсько-тихоокеанському регіоні.
За ініціативою українських студентів пекінських університетів та за активної підтримки Посольства України в КНР у квітні 2014 року створено Асоціацію українських студентів та випускників китайських університетів. Завданням цієї Асоціації є згуртування та налагодження контактів між українськими студентами. Окрім цього, не тільки між самими студентами, що навчаються в різних університетах та містах Китаю, а також між ними та університетами, професійними спілками, китайськими та українськими компаніями, та іншими потрібними студентам організаціями та осередками. Центр асоціації розташовано в Пекіні, її очолює Віталій Самсонов.

Українська футбольна команда Cossacks UA (Пекін) разом з вболівальниками та співробітниками Посольства України в КНР, 2018 рік

Існують ініціативні групи, що створені навколо підтримки художніх заходів, спортивних уболівальників місцевої футбольної команди Cossacks UA.
Значному піднесенню активності української громади спричинили події в Україні: Євромайдан та Революція гідності у 2013—2014 роках, російська агресія в Криму та на Донбасі. Ці події сприяли згуртуванню українців в Пекіні. Один з найяскравіших заходів, проведений у Посольстві України у КНР — благодійний флешмоб, під час якого близько 300 учасників, одягнених у футболки національних кольорів, вишикувались, утворивши державний прапор України. Зібрані на акції кошти були спрямовані на лікування українських військовослужбовців, поранених в АТО.
З вересня 2014 року ще однією платформою для спілкування українців у Пекіні стала організація «Український дім», відкрита за сприяння Посольства України та компанії Xinwei Communications Group. Вона не лише сприяє двосторонній співпраці ділових кіл двох країн, а й активно працює з місцевою громадою: надає інформаційну підтримку, у приміщенні «Українського дому» регулярно проводяться зустрічі з цікавими людьми, лекції, майстер-класи. Спільним у заходах Посольства України та «Українського дому» є те, що більшість учасників складають студенти.

Святкування Масниці в «Українському домі», 2017 рік

Традиційним стало проведення в «Українському домі» «Посиденьок» для українців Пекіна з метою їх знайомства та об'єднання, забезпечення платформи для спілкування, відпочинку і взаємодопомоги.
Протягом 2016 року в «Українському домі» було проведено «Шевченківські читання» творів Кобзаря українською та китайською мовами за участі Посла та інших працівників Посольства, українських студентів, китайських та іноземних друзів; пройшли лекції, інтерактивні заходи та семінари за участі науковців і студентів: Руслана Теліпського, Михайла Іжика, Галини Назаренко, Наталії Дребот та ін.

«Українським домом» була організована участь представників української громади у Міжнародному дипломатичному конкурсі національного костюма (Diplomat National Costume Competition), на якому українська команда отримала дві нагороди в номінаціях «Найкращий костюм» і «Найчарівніше вбрання». 

Diplomat National Costume Competition 2016

Було надано сприяння у проведенні другого благодійного аукціону «Українська красуня» в Посольстві України, благодійного заходу, зібрані в ході якого кошти було передано українським та китайським дітям-сиротам.
У культурному заході «Вечорниці», що відбувся в Посольстві України, взяли участь понад півсотні українців та китайських друзів. Разом з українською громадською організацією Silk Link «Українським домом» було організовано візит до України делегації Міжнародної торгової палати Великого шовкового шляху, проведено у Києві Перший форум Шовкового шляху (Ukrainian Silk Road Forum), забезпечено переклад на прес-конференції та церемонії підписання грантового договору на розвиток інклюзивної освіти в Україні .
У 2016 році за підтримки громадської організації українсько-китайського співробітництва «Ланьхва» на Великдень в Пекіні відбулася божественна літургія  на чолі із архієпископом Чернігівським Євстратієм (УПЦ-КП).
Восени 2016 року в Пекіні відкрився перший у Китайській Народній Республіці музей-галерея імені Тараса Шевченка. Активну участь у створенні музею на китайській землі взяли посольство України у Китаї, Академія живопису і каліграфії Китаю, Національна академія мистецтв України, Українська національна академія мистецтв, Черкаський національний університет імені Богдана Хмельницького. Дієву підтримку проекту надав Президент України (2005—2010 роки) Віктор Ющенко. Очолив музей Алан Юй (Юй Геньхоя).